# Этрап Бейик Туркменбаши
Этрап Бейик Туркменбаши (туркм. Beýik Türkmenbaşy etraby) — упразднённый этрап в Лебапском велаяте Туркменистана. Административный центр — город Достлук.
Образован в 1975 году как Достлукский район Чарджоуской области Туркменской ССР.
В августе 1988 район был упразднён.
В 1992 году Достлукский район вошёл в состав Лебапского велаята и был переименован сначала в этрап имени С. Ниязова, а 23 мая 2003 года — в этрап имени Бейик Туркменбаши (в переводе с туркменского — великого Туркменбаши).
25 ноября 2017 года Парламентом Туркменистана этрап имени Бейик Туркменбаши был упразднён, а его территория передана в Довлетлийский этрап.